# Filotes
Filotes (też Filotas, Czułość; gr. Φιλότης Philótēs, Φιλωτᾶς Philōtas, łac. Amicitia, Gratia) – w mitologii greckiej bogini i uosobienie czułości oraz przyjaźni, córka Nyks.